# Diocesi di Cittaducale
La diocesi di Cittaducale (in latino Dioecesis Civitatis Ducalis), riportata nell'Annuario pontificio come diocesi di Città Ducale, è una sede soppressa e sede titolare della Chiesa cattolica.

## Territorio
Nel salone principale del palazzo vescovile di Cittaducale, nella parte alta delle pareti, sono dipinte le ville e le borgate assegnate alla diocesi al momento della sua erezione; l'opera venne ordinata dal vescovo Pomponio Vetuli (1632-1652). In base a queste raffigurazioni appartenevano alla diocesi i seguenti centri: Cittaducale, con gli abitati di Micciani, Calcariola, Pendenza, Grotti, Santa Rufina, Petescia e San Vittorino; Castel Sant'Angelo con la borgata di Paterno; Borgo Velino e la frazione di Colle Rinaldo; Cantalice; Rocca di Fondi (oggi frazione di Antrodoco); e le borgate reatine di Lugnano, Casette e Lisciano. Nella relazione effettuata dal vescovo Giovanni Francesco Zagordo nel 1594 in occasione della visita ad limina a Roma, a questi insediamenti si aggiungono altri quattro centri, Canetra, Mozza e Ponte nel territorio di Castel Sant'Angelo, e Ponzano nel territorio di Cittaducale.
Sede vescovile era Cittaducale, dove si trova l'ex cattedrale dedicata a Santa Maria del Popolo.

## Storia
Il borgo medioevale di Cittaducale fu elevato al rango di sede vescovile da papa Alessandro VI il 24 gennaio 1502, ricavandone il territorio dalla diocesi di Rieti. La diocesi era immediatamente soggetta alla Santa Sede.
L'8 novembre 1505 fu soppressa da papa Giulio II per insistenza del cardinale amministratore della diocesi di Rieti Giovanni Colonna. Dopo la morte del cardinale la diocesi fu ristabilita il 16 ottobre 1508 in seguito alla richiesta del vescovo di Rieti.
Al vescovo Giovanni Carlo Valentini (1659-1681) si deve l'istituzione del seminario vescovile. Il successore Francesco Di Giangirolamo (1682-1685) si attivò ulteriormente per l'applicazione dei decreti di riforma del concilio di Trento attraverso la visita pastorale alla diocesi e la convocazione di un sinodo di cui fece pubblicare gli atti. Tra gli altri vescovi di Cittaducale si ricorda in particolare Pietro Paolo Quintavalle (1609-1626), professore di lettere a Bologna e valente giurista, autore di diverse pubblicazioni; a lui si deve anche la costruzione del palazzo vescovile civitese e della navata sinistra della cattedrale.
Alla fine del XVIII secolo, con la tragica morte del vescovo Pasquale Martini (1798) durante l'occupazione delle truppe napoleoniche, la diocesi fu dapprima affidata ad un vicario capitolare, e poi definitivamente soppressa da papa Pio VII, il 27 giugno 1818, con la bolla De utiliori ; il suo territorio fu aggregato a quello della diocesi dell'Aquila.
Nel 1976, per far coincidere i confini delle diocesi con quelli delle regioni civili, i territori dell'antica diocesi di Cittaducale furono scorporati dall'arcidiocesi dell'Aquila ed annessi alla diocesi reatina.
Dal 1968 Cittaducale è annoverata tra le sedi vescovili titolari della Chiesa cattolica con il nome di Città Ducale; dal 5 febbraio 2021 l'arcivescovo, titolo personale, titolare è Mark Gerard Miles, nunzio apostolico in Costa Rica.

## Cronotassi

### Vescovi residenziali
- Matteo Orsini † (24 gennaio 1502 - 8 novembre 1505 nominato vescovo di Calvi)
  - Sede soppressa (1505-1508)
- Giacomo Alfarabi † (16 ottobre 1508 - 1511 deceduto)
- Giacomo de Massimi † (12 dicembre 1511 - 1525 dimesso)
- Felice de Massimi † (7 aprile 1525 - 1573 dimesso o deceduto)
- Pompilio Perotti † (3 luglio 1573 - 4 maggio 1580 nominato vescovo di Guardialfiera)
- Valentino Valentini † (14 novembre 1580 - 1593 deceduto)
- Giovanni Francesco Zagordo † (7 aprile 1593 - 23 febbraio 1598 nominato vescovo di Belcastro)
- Jorge de Padilla, O.P. † (18 agosto 1598 - 1608 deceduto)
- Pietro Paolo Quintavalle † (23 marzo 1609 - agosto 1626 deceduto)
- Nicola Benigno † (8 febbraio 1627 - 1632 deceduto)
- Pomponio Vetuli † (24 novembre 1632 - 1651 o 1652 deceduto)
- Sallustio Cherubini † (8 gennaio 1652 - 1659 deceduto)
- Giovanni Carlo Valentini † (9 giugno 1659 - 21 agosto 1681 deceduto)
- Francesco Di Giangirolamo † (12 gennaio 1682 - 1º ottobre 1685 deceduto)
- Filippo Tani, O.S.B. † (1º aprile 1686 - 1º gennaio 1712 deceduto)
  - Sede vacante (1712-1718)
- Pietro Giacomo Pichi † (10 gennaio 1718 - marzo 1733 deceduto)[7]
- Francesco Rivera † (22 giugno 1733 - 25 maggio 1742 nominato arcivescovo di Manfredonia)
- Angelo Maria Marculli, O.S.A. † (25 maggio 1742 - 10 maggio 1745 nominato vescovo di Bitetto)
- Niccola Maria Calcagnini † (10 maggio 1745 - 20 agosto 1786 deceduto)
  - Sede vacante (1786-1792)
- Pasquale Martini † (18 giugno 1792 - 1798 deceduto)
  - Sede vacante (1798-1818)

### Vescovi titolari
- Manuel Salazar y Espinoza † (14 aprile 1969 - 30 gennaio 1973 nominato vescovo di León en Nicaragua)
- Francesco Maria Franzi † (5 marzo 1973 - 10 dicembre 1996 deceduto)
- Marco Dino Brogi, O.F.M. † (13 dicembre 1997 - 29 novembre 2020 deceduto)
- Mark Gerard Miles, dal 5 febbraio 2021